# Ante Đogić
Ante Ðogić (Sarajevo, 18 aprile 1952) è un ex cestista jugoslavo con cittadinanza svedese di etnia croata.

## Carriera
Con la Jugoslavia ha disputato i Campionati europei del 1977.

## Palmarès
- YUBA liga: 3

Bosna: 1977-78, 1979-80, 1982-83
- Coppa di Jugoslavia: 2

Bosna: 1977-1978, 1983-1984
- Coppa dei Campioni: 1

Bosna: 1978-79